# Vex
Vex es una comuna suiza del cantón del Valais, localizada en el distrito de Hérens. Limita al norte con la comuna de Sion, al este con Mont-Noble y Saint-Martin, al sur con Hérémence, y al occidente con Nendaz y Les Agettes.

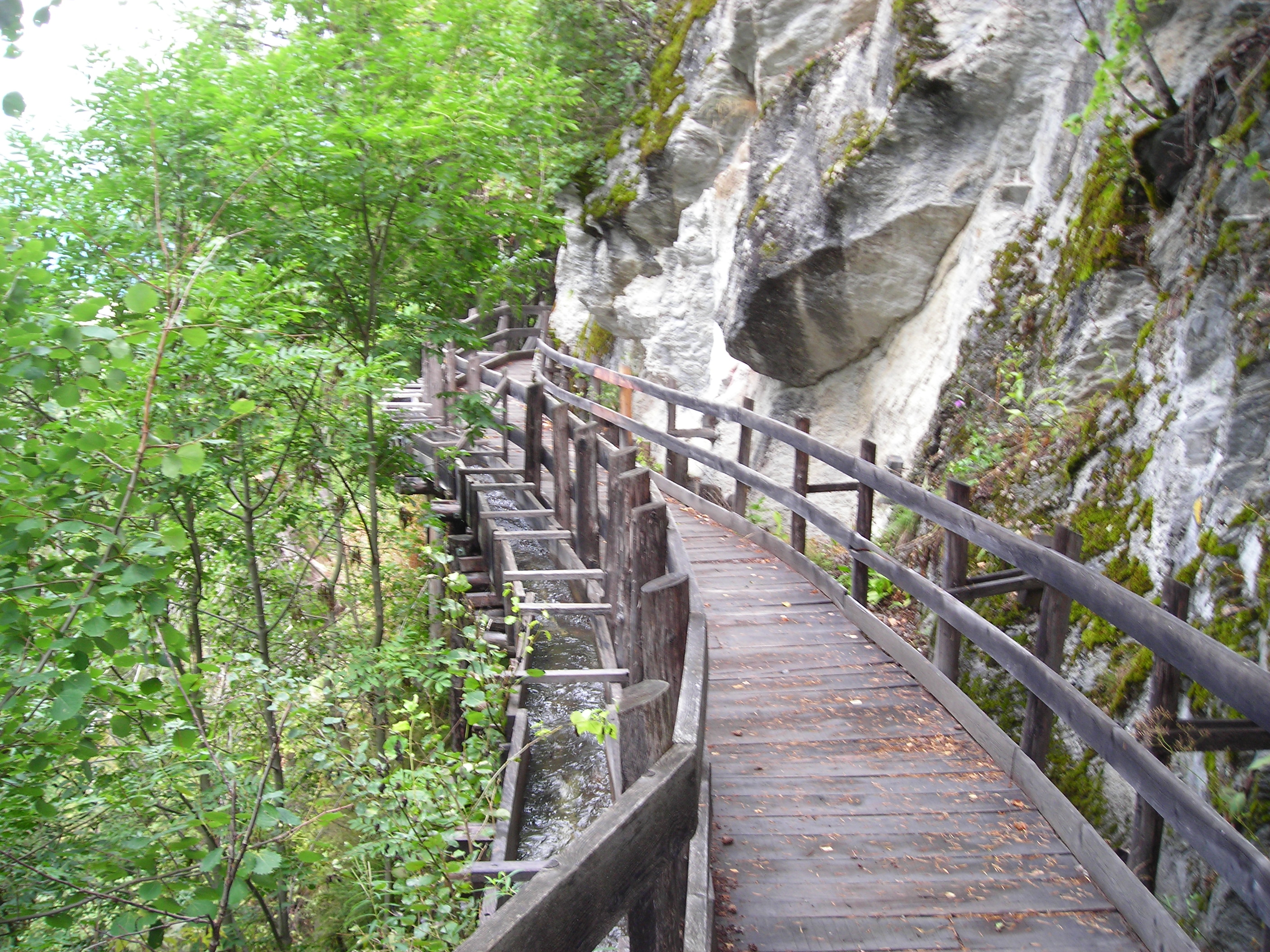
Grand Bisse, Vex.